# Nanny McPhee
Nanny McPhee és una pel·lícula de comèdia i fantasia de l'any 2005. El film és dirigit per Kirk Jones, i va ser adaptat de la sèrie de llibres Nurse Matilda de Christianna Brand per l'actriu Emma Thompson, qui a més té a càrrec seu el personatge principal de la pel·lícula. A Rotten Tomatoes la pel·lícula va obtenir una valoració del 73% basada en 134 ressenyes, una qualificació mitjana de 6,7/10. S'ha doblat al valencià per a À Punt.
Es va fer amb un pressupost de 25 milions de dòlars i va recaptar 122,4 milions. Emma Thompson va revelar que estaven previstes dues pel·lícules més. La segona pel·lícula, La mainadera màgica i el gran bum!, es va estrenar el març de 2010. Nanny McPhee es fa càrrec dels fills d'una dona el marit de la qual està a la guerra.

## Trama
Aquesta història, ambientada l'any 1904, comença amb una butaca buida. Aquesta butaca pertany a la difunta dona de Cedric Brown. El Sr. Brown és ara un vidu amb set fills liderats per Simon, el major de tots. Són tant enginyosos com entremaliats i ja li han fet la vida impossible a 17 mainaderes. L'última d'elles va fugir horroritzada quan va descobrir als nens menjant-se a la seva germaneta petita; però descomptat, solament van fingir per espantar a la mainadera i desfer-se d'ella. Quan el Sr. Brown visita l'agència a la recerca d'una nova mainadera, refusen obrir-li la porta i li diuen que ja no hi ha més mainaderes disponibles. Sense ningú que els controli, els nens emmordassen a la cuinera, la Sra. Blatherwick, i es dediquen a destruir sistemàticament la cuina. És llavors quan toca a la porta Nanny McPhee.
Nanny McPhee és grossa, amb un nas deformat, una dent protuberant i berrugues a la cara. Arriba calmada, segura d'ella mateixa i seriosa, colpejant el seu bastó en el sòl i utilitzant habilitats psicològiques. Molt ràpid Nanny McPhee domina els nens als qui proposa ensenyar-los cinc lliçons tot obeint les seves ordres; no obstant això, en aquesta llar hi ha més problemes a part dels nens malcriats. El seu treball en una funerària no dona prou diners al Sr. Brown per mantenir la família i depèn de la generositat de la rondinaire tia Adelaide.
La tia Adelaide ha proclamat que solament continuarà ajudant a la família si el Sr. Brown es casa i dona una madrastra als seus fills abans que passi el mes. Si no, perdran la seva casa i els nens hauran d'anar a viure a un orfenat. És així com el Sr. Brown es veu obligat a cortejar a Selma Quickly, una vídua dominant amb no gaire nobles intencions. Al final els nens li demanen a la cuinera Evangeline que es casi amb el seu pare i tots acaben feliços. Durant el desenvolupament de la trama Nanny modifica la seva aparença de bruixa a mesura que aconsegueix un canvi en l'actitud dels nens per al final convertir-se en una elegant senyora que marxa doncs la seva tasca ha finalitzat. Aquest canvi impregna la cinta amb una aurèola de màgia.

## Repartiment
| Paper                                      | Actor                  |
| ------------------------------------------ | ---------------------- |
| Nanny McPhee nascuda l'any 1844.           | Emma Thompson          |
| Charles Brown.Nascut l'any 1855.           | Colin Firth            |
| Evangeline Nascuda l'any 1876.             | Kelly Macdonald        |
| Bestia Adelaide Stitch Nascuda l'any 1814. | Angela Lansbury        |
| Sra. Selma Quickly Nascuda l'any 1853.     | Celia Imrie            |
| Sra. Blatherwick Nascuda l'any 1845.       | Imelda Staunton        |
| Sr. Wheen.Nascut l'any 1843.               | Derek Jacobi           |
| Sr. Jowls                                  | Patrick Barlow         |
| Simon                                      | Thomas Brodie-Sangster |
| Tora                                       | Eliza Bennett          |
| Lily                                       | Jennifer Rau Daykin    |
| Eric                                       | Raphaël Coleman        |
| Sebastian                                  | Samuel Honywood        |
| Christianna (Chrissy)                      | Holly Gibbs            |
| Agatha (Aggy)                              | Hebe i Zinnia Barnes   |

## Adaptació
Els llibres, escrits a principis dels anys seixanta per Christianna Brand, pseudònim de Mary Christianna Lewis, una premiada autora de novel·les de misteri, expliquen la història d'una llegendària mainadera de curiós aspecte que aconsegueix "domar" a uns nens molt entremaliats. Se serveix de la màgia per ensenyar-los a portar-se bé, i el seu aspecte sembla canviar segons pansa el temps. La història de Nurse Matilda va ser transmesa oralment de generació en generació en la família de l'escriptora, que la va esmentar per primera vegada en la seva antologia "Naughty Children" (il·lustrada pel seu cosí Edward Ardizzone, famós il·lustrador de llibres infantils). Després de buscar els tres llibres (Nurse Matilda, Nurse Matilda Goes to Town i Nurse Matilda Goes to Hospital) en una biblioteca pública (estaven esgotats), United Artists Pictures va comprar els drets i Emma Thompson va començar a escriure el guió. Això sí: el nom del personatge principal va ser modificat, a causa que ja existia la pel·lícula Matilda, una adaptació de la novel·la de Roald Dahl.